# 比増殖速度
比増殖速度（ひぞうしょくそくど）は、単位時間あたりの細胞量の増加として定義される。単位は、たとえば細胞1グラムあたり1時間あたりのグラム重量({\displaystyle {\text{g}}\cdot {\text{g}}^{-1}\cdot {\text{h}}^{-1}})のようになる。比増殖速度は文字µで示されることが多い。1時間あたりの単位で示すのが一般的だが、分あたり、秒あたり、その他の時間の単位で示すこともできる。
比増殖速度は以下の式で計算できる。
{\displaystyle \mu =K'={\frac {\ln(m_{t_{2}}/m_{t_{1}})}{t_{2}-t_{1}}};\quad t_{2}>t_{1}},

ここで {\displaystyle m_{t_{\cdot }}} は、異なる時間(t1 および t2)におけるバイオマスを示す。
倍になるのにかかる時間を求めるには、{\displaystyle m_{t_{2}}/m_{t_{1}}=2}とすれば、倍加時間 td　 は 　t2 - t1として計算できる。